# Zygonychidium gracile
Zygonychidium gracile е вид водно конче от семейство Libellulidae. Видът е критично застрашен от изчезване.

## Разпространение
Разпространен е в Кот д'Ивоар.